# 1859年逝世人物列表
1859年逝世人物列表：1月 - 2月 - 3月 - 4月 - 5月 - 6月 - 7月 - 8月 - 9月 - 10月 - 11月 - 12月
下面是1859年逝世的知名人士列表。

## 1月

### 1月19日
- 喬治·勛斯瓦爾，英國政治家

### 1月21日
- 亨利·哈勒姆，英國歷史學家

### 1月28日
- F. J. Robinson，第一代戈德裡奇子爵，英國首相

## 2月

### 2月13日
- 伊丽莎·阿克顿，英國詩人、烹飪作家[1]

### 2月27日
- 菲力浦·巴頓·基，美國地方檢察官

## 4月

### 4月8日
- 約瑟夫·薩克韋爾爵士，英國陸軍上將

### 4月16日
- 亞歷克西·德·托克維爾，法國歷史學家

## 5月

### 5月6日
- 亚历山大·冯·洪堡，德國博物學家和地理學家[2]

### 5月13日
- 巴赫特汗，1857 年印度叛亂中印度叛軍總司令

## 6月

### 6月11日
- 克萊門斯·溫澤爾·馮·梅特涅，奧地利外交官

### 6月13日
- 安吉利克·布隆，法國士兵，法國榮譽軍團第一位女騎士

### 6月15日
- 馬克·紐曼，馬薩諸塞州安多弗菲力浦斯學院第三任校長。

### 6月23日
- 瑪麗亞·巴甫洛夫娜，薩克森-魏瑪-艾森納赫大公夫人

## 7月

### 7月8日
- 瑞典和挪威國王奥斯卡一世[3]
- 夏洛特·馮·西博爾德，德國婦科醫生

### 7月16日
- 查理斯·卡思卡特，第二代卡思卡特伯爵，英國陸軍將軍和殖民地行政長官

### 7月17日
- 霍亨索倫-西格馬林根的斯蒂芬妮，葡萄牙王后[4]

### 7月30日
- 理查德·拉什，詹姆斯·麥迪遜（James Madison）領導下的美國司法部長，約翰·昆西·亞當斯（John Quincy Adams）總統領導下的美國財政部長

## 8月

### 8月2日
- 贺拉斯·曼，美國教育家、廢奴主義者

### 8月4日
- 約翰·維安尼，法國聖人，被稱為 Curé de Ars

### 8月15日
- 納撒尼爾·克萊伯恩，美國政治家

### 8月28日
- 利·亨特，英國評論家、散文家
- 摩洛哥蘇丹阿卜杜勒·拉赫曼

## 9月

### 9月15日
- 伊桑巴德·金德姆·布鲁内尔，英國工程師

### 9月19日
- 喬治·布希，美國亞洲語言教授

### 9月28日
- 卡爾·里特，德國地理學家

## 10月

### 10月4日
- 卡爾·貝德克爾，德國作家、出版商

### 10月12日
- 羅伯特·史蒂芬生，英國土木工程師

### 10月22日
- 路易士·斯波爾，德國小提琴家、作曲家

## 11月

### 11月28日
- 華盛頓·歐文，美國作家[5]

## 12月

### 12月2日
- 约翰·布朗，美國廢奴主義者（絞刑）

### 12月8日
- 托馬斯·德·昆西，英國作家

### 12月16日
- 威廉·格林，德國語言學家、民俗學家